# 岡山エフエム放送
岡山エフエム放送株式会社（おかやまエフエムほうそう、OKAYAMA FM Broadcasting Co., Ltd.）は、岡山県を放送対象地域とするFM放送（超短波放送）の特定地上基幹放送事業者である。通称はFM岡山（エフエムおかやま）あるいはFM OKAYAMA（エフエムオカヤマ、かつてはOKAYAMA FM（オカヤマエフエム））。略称はコールサインJOVV-FM（岡山 76.8MHz）にちなんだVV-FM（ブイブイエフエム）であるが、後述のジングル以外ではあまり使用されていない。JFN系列。

## 概要
主要株主は、岡山県（筆頭株主）、山陽新聞社、RSKホールディングス、岡山放送、カバヤ食品など。
イメージキャラクターは2005年8月から登場した「VV-OYA-G」（ブイブイオヤジィ）と「VV-PANDA」（ブイブイパンダ）である。
毎日 5:00基点の24時間放送であるが、日曜深夜（月曜未明） 1:00 - 5:00のみ休止している。
『Fresh Morning OKAYAMA』での自社番組の番宣や、コラボレーション番組『ラジOH!』の制作などで岡山放送との繋がりが強い。
年末年始は、自社制作の生ワイド番組、ニュース、天気予報をすべて休止している。

## 事業所
本社・演奏所
- 岡山県岡山市北区中山下一丁目8番45号 NTTクレド岡山ビル11階

東京支社
- 東京都千代田区麹町一丁目8番地 JFNセンター7階

FM OKAYAMA ARIO 768（サテライトスタジオ）
- 岡山県倉敷市寿町12番2号 アリオ倉敷2階[2]

## 沿革
- 1998年（平成10年）
  - 2月25日 - 放送局予備免許取得。
  - 4月14日 - 岡山エフエム放送株式会社設立。
- 1999年（平成11年）4月1日 - 全国50番目に開局。同時に文字多重放送（見えるラジオ）も開始。コールサインはJOVV-FCM。
- 2009年（平成21年）4月1日 - 緊急地震速報の運用開始[3]。
- 2011年（平成23年）
  - 1月26日 - LISMO WAVEによる配信を全国FM連合加盟各局と同時に開始（2019年（令和元年）9月30日終了[4]）。
  - 12月5日 - ドコデモFMによる配信をJFN加盟各局と同時に開始[5]（2021年（令和3年）2月28日終了）。
- 2014年（平成26年）3月31日 - 文字多重放送廃止（一部除くJFN加盟各局と同時）[6]。
- 2018年（平成30年）6月26日 - V-Low帯マルチメディア放送・インターネットラジオサービス「i-dio」にて中国・四国地方でのサイマル放送・配信を開始[7]（2020年（令和2年）3月31日終了[8]）。
- 2020年（令和2年）4月1日 - 同日正午よりIPサイマルラジオ「radiko」（通常版、岡山県内向け）ならびに「radikoプレミアム・エリアフリー」（有料会員制、全国で聴取可能）共に配信を開始[9][10]。

## 周波数・出力
日曜日付け終了時の月曜1時、並びに月曜5時前の開始時の局名告知（終了・開始アナウンス）においては、送信所・周波数・出力の他、偏波面もアナウンスされる。
| 親局   | 周波数  | 空中線電力 | 偏波 | 所在地                                          | 備考                                                                                        |
| ------ | ------- | ---------- | ---- | ----------------------------------------------- | ------------------------------------------------------------------------------------------- |
| 岡山   | 76.8MHz | 1kW        | 水平 | 玉野市八浜町波知1162番地の3 金甲山              | NHK岡山放送局（金甲山テレビ・FMラジオ送信所）、 NHK高松放送局（北讃岐テレビ中継局）と共用。 |
| 中継局 | 周波数  | 空中線電力 | 偏波 | 所在地                                          | 備考                                                                                        |
| 津山   | 80.4MHz | 100W       | 水平 | 津山市上横野字塩谷六郎 黒沢山                   |                                                                                             |
| 笠岡   | 80.4MHz | 100W       | 垂直 | 笠岡市神島外浦字栂の丸山 塚の丸山               |                                                                                             |
| 新見   | 80.4MHz | 10W        | 水平 | 新見市新見字鳶ケ巣元 鳶ヶ巣山                   |                                                                                             |
| 高梁   | 81.3MHz | 10W        | 水平 | 高梁市松山 鶏足山                               |                                                                                             |
| 久世   | 82.9MHz | 10W        | 水平 | 真庭市三崎字弁財天 笹向山                       |                                                                                             |
| 備前   | 83.8MHz | 10W        | 水平 | 備前市久々井字奥ノ山 笹尾山                     |                                                                                             |
| 児島   | 84.1MHz | 10W        | 垂直 | 倉敷市児島阿津二丁目 神道山                     |                                                                                             |
| 井原   | 84.3MHz | 3W         | 水平 | 井原市西江原町字寺戸 井原市立井原中学校南方高地 |                                                                                             |

## 資本構成
企業・団体は当時の名称。出典：

### 2015年3月31日
| 資本金   | 発行済株式総数 | 株主数 |
| -------- | -------------- | ------ |
| 9000万円 | 20,000株       | 30     |

| 株主       | 株式数  | 比率  |
| ---------- | ------- | ----- |
| 岡山県     | 2,000株 | 10.0% |
| 山陽新聞社 | 1,800株 | 09.0% |
| 山陽放送   | 1,200株 | 06.0% |
| 岡山放送   | 1,200株 | 06.0% |
| カバヤ食品 | 1,200株 | 06.0% |

## ジングル
FM OKAYAMAで使われるジングルには、JFN共通ジングルのほか、20秒・10秒・5秒による局独自のオリジナルジングルがある。略称の『VV-FM』を使用した、開局初期からのオリジナルジングルが使われることも多い。
2020年4月より、コアラモード.が制作した新しいオリジナルジングルが自社制作の生ワイド番組にて流れるようになった。

## SLAP SHOT
FM OKAYAMAでのパワープレイ（推薦曲）は、『SLAP SHOT』（スラップ・ショット）の名称で開局の1999年4月より行われている。楽曲の選定は、原則として邦楽1曲・洋楽1曲の計2曲（邦楽1曲又は2曲だけの場合あり）である。公式ホームページには、その月の『SLAP SHOT』はもちろんのこと、開局時から現在に至るまでのバックナンバーが掲載されている。岡山県出身のアーティストによる楽曲がSLAP SHOTに選定されることも少なくない。
SLAP SHOTに選ばれた楽曲は、自社制作の生ワイド番組（『Fresh Morning OKAYAMA』、『TWILIGHT PAVEMENT』など）にて積極的に紹介している。他地域のJFN系列と違って、ステーションブレイクやミニ番組を通じての紹介は行っていない。

## 主な自社制作番組
全体の番組状況はタイムテーブルを、自社制作番組については番組紹介をそれぞれ参照。

### 現在
2024年4月現在。
定時番組
- Fresh Morning OKAYAMA（平日 7:30 - 10:00 - （月・火）大橋由佳 / （水・木）森田恵子 / （金）牛嶋俊明）
- ステーションらんでぶ〜（月曜 - 木曜 14:40 - 14:47、V-air・FM香川・Hi-Sixとの共同制作） - 松島彩
- TWILIGHT PAVEMENT（月曜 - 木曜 17:00 - 18:55） - （月・火）藤岡明美 / （水・木）池上優人（CRAZY VODKA TONIC）
- 牛嶋俊明 ドリームファクトリー（金曜 15:00 - 18:30） - 牛嶋俊明
- ラジOH!（金曜 18:30-19:00） - 牛嶋俊明・OHKアナウンサー
- ソラジオトーク from OKAYAMA（金曜 19:55 - 20:00）[15]
- maniwacゴルフチャンネル[注 2]（土曜 8:30 - 9:00） - 牛嶋俊明・森本真帆・岡崎健伍
- Netz TOYOTA OKAYAMA 週末にエールを♪（土曜・日曜 9:55 - 10:00） - 森本真帆（土曜は本放送、日曜は再放送）
- 原邦雄のほめ育ラジオ [注 3][16]（土曜 11:30 - 11:40）- 原邦雄・森田恵子
- Ario Happy Saturday（土曜 12:00 - 12:30） - 淵本恭子
- おやすみNMB48（日曜 24:00 - 24:15） - 加藤夕夏・安田桃寧（NMB48）

随時放送
- News Time（山陽新聞ニュース）
- Traffic Report
- Weather Forecast
- OKAYAMA晴れの国ポケット（岡山県の広報番組）

### 終了
平日
- VERY VERY VEGETABLE（ベリーベリー・ベジタブル；ベリベジ） - 1999 - 2005年放送。金曜版…「ベリベジランチタイムリクエスト」

金曜日
- フレモニウイークエンドマガジン - 「Fresh Morning OKAYAMA」の金曜版
- VV-AMUSEMENT BOX （ブイブイ・アミューズメント・ボックス - 1999年4月2日 - 2013年9月29日に放送。2004年3月26日までは金曜 13:00 - 16:00、2004年4月2日から終了までは金曜 16:00 - 19:00。DJ：ダイナマイト・イシムラ）
- WEEKEND PARADISE - 2013年4月5日 - 2021年9月24日に放送。2018年12月21日までは金曜 16:00 - 19:00、2019年1月4日から終了までは金曜 16:00 - 18:30。DJ：林智美

土曜日
- あなぶきホームのIt's My Home Party岡山（土曜 12:30 - 12:55、DJ：藤沢俊一郎、千里-chisato-）
- 萩原工業presents ハミダセ!アミダセ!STU48（土曜 12:30 - 12:45、DJ：沖侑果）
- STU48のあり！あり！Ario!! - 2021年6月5日 - 2022年9月24日に放送。土曜 11:40 - 11:55。DJ：STU48・淵本恭子

日曜日
- OKAYAMA HITS 30（オカヤマ・ヒット・サーティ） - 1999年 - 2005年放送。日曜 18:00 - 20:00の放送が基本だったが、一時は金曜 16:00 - 19:00から「TWILIGHT PAVEMENT」に内包されて放送されたこともあった。
- サンデージャンクション - 岡山県政情報番組。

その他
- au OKAYAMA DESIGN PROJECT Radio Calling（エーユー・オカヤマデザインプロジェクト・レディオ・コーリング） - アンジェラ・アキがDJを務めていた番組。2006年1 - 9月放送。
- 局アナバトルROUND3 - 2004 - 2006年放送。中国・四国地方のJFN系列県域民間FM放送局8社の共同制作・同時ネットの番組。
- VV-はもるJockey
- mu-z.net（ミューズネット）
- 今夜も…MIDNIGHT ANGEL
- Radio Watching -にゅ〜すなじかん-
- Netz TOYOTA OKAYAMA Fun Fun Weekend
- あなたのまちのサポーター おかやまの消防団ラジオリレー（TWILIGHT PAVEMENT内）
- ぼっけぇおもしれぇおかやまの民話
- ボートレーサー まくレディオ「青春スプラッシュ!」（木曜 21:55 - 22:00、DJ：久世サトシ）
- STU48のもしもし?（水曜 21:55 - 22:00、DJ：沖侑果（STU48）） - 2020年10月 - 2021年11月に放送。
- Little Black Dressのスモモも桃も桃のうち（金曜 19:00 - 19:30、DJ：Little Black Dress） - 2021年7月 - 2022年6月に放送。
- STU48 沖侑果のあしたは金曜 supported by 玉野競輪（木曜 19:00 - 19:15、DJ：沖侑果（STU48）） - ?  - 2024年3月に放送。

## RSKラジオから移行したネット番組
開局が1999年と他のJFN系列局に比べて遅かったため、TOKYO FMやJFN系列局制作の一部の番組は開局前に県域の中波局である山陽放送（RSKラジオ）で放送されていた事がある。

### 開局時にRSKラジオから移行した番組
- 福山雅治のSUZUKI TALKING F.M.
- クロネコヤマトのデイリートーク
- JA共済Presents MusicDriver
- 木もれ陽のアプローズ（HFM制作、中国4局ネット）

### 開局から数年たってRSKラジオから移行した番組
- Heavy Metal Syndicate（2004年4月 - 2014年6月）

## DJ
FM OKAYAMAで活躍するDJは、開局時から地元岡山及びその近郊に在住するDJと、大阪在住で関西を拠点に活躍するDJの双方が担当しているのが特徴である。

### 現在
- 牛嶋俊明 - Fresh Morning OKAYAMA（金）、牛嶋俊明 ドリームファクトリー、maniwac ゴルフチャンネル
  - 元中部日本放送アナウンサー。
- 大橋由佳 - Fresh Morning OKAYAMA（月・火）、News Time
  - 元NHK契約キャスター
- 藤岡明美 - TWILIGHT PAVEMENT（月・火）
  - FM岡山開局前は中国放送ラジオやFMふくやまで活躍していた。
- 池上優人 - TWILIGHT PAVEMENT（水・木）
  - 広島県福山市を拠点に活動しているバンド『CRAZY VODKA TONIC』のギター&ボーカル
- 森田恵子 - Fresh Morning OKAYAMA（水・木）、ぼっけぇおもしれぇおかやまの民話
  - 元瀬戸内海放送アナウンサー。学生時代には山陽放送ラジオで、瀬戸内海放送退職後にはNHK岡山放送局でそれぞれ番組を持っていたこともある。著書に「ガレリアを風が吹きぬけ」「和みおかやま」がある。
- 蟻正瑠美 - Netz TOYOTA OKAYAMA ウィークエンドリポート、OIC Magical Moment
- 松島彩 - ステーションらんでぶ〜、News Time
- 岡﨑健伍 - maniwac ゴルフチャンネル
- 平井千鶴子 - maniwac ゴルフチャンネル
- 谷川愛梨 - おやすみNMB48
- 加藤夕夏 - おやすみNMB48
- Ario Happy Saturday 淵本恭子
- 沖侑果 - 萩原工業presents ハミダセ!アミダセ!STU48

### 過去
男性
- 相田翔吾
- 梶原良太
- 藤井良一
- ダイナマイト・イシムラ
- 平野聡
- 山下ユウジ
- 藤沢俊一郎
- 久世サトシ TWILIGHT PAVEMENT　水·木担当で2020年10月1日まで活躍
- 木谷悠之介（ニュースアナウンサー）

女性
- 石田芳恵 - 元山陽放送契約アナウンサーで、ニュース・全国中継などを担当していた。現在は圭三プロ所属で、FMヨコハマなどを中心に関東で活動中。
- 植松恭子 - 元FM香川アナウンサー。退社後はFM802でDJをしていた。
- 江坂英香 - 元K-mixアナウンサー。並行してHFMでも活躍していた。
- 片山美紀
- 木谷美帆 - 元FMYアナウンサー。
- 鈴木美穂 - FM岡山開局前は多田晴美・藤岡明美とともに中国放送ラジオ（福山放送局制作の番組）やエフエムふくやまといった広島県福山市内に放送施設を有する放送局で活躍していた。現在はニュースを担当している。
- 多田晴美 - FM岡山開局前は鈴木美穂・藤岡明美とともに中国放送ラジオ（福山放送局制作の番組）やエフエムふくやまといった広島県福山市内に放送施設を有する放送局で活躍していた。
- 中満留美子 - 元FM香川アナウンサー。
- 新田恭子
- 野村富美江 - Kiss-FM KOBEでもDJを務めていた。
- 平井よお子 - 並行してe-radioでも活躍していた。
- みかわかよ - 元FM徳島アナウンサー。
- 森裕子 - 元FM徳島のアナウンサー。FM徳島ではMUSIC-GO-ROUND、FRIDAY ONLINE-FIVE COLORS RADIO-、T-Crossなど担当していた。
- 山口弘恵 - 現在は広島地方の隔月刊育児情報誌「FunFANFun」（ガリバープロダクツ発行）でエッセイを連載している。
- 千里-chisato-

### その他
FM OKAYAMAでは、新型コロナウイルス感染症に関する緊急事態宣言が発令された地域に在住する出演者の出演を控えるという方針を取っている。出演の再開については、緊急事態宣言の解除及び対象地域の自由な往来の再開が条件となっている。
この方針により、大阪に第1波の緊急事態宣言が発令された直後の2020年4月9日に林智美と上場瞳、久世サトシの3人の出演を見合わせることを発表した（同年7月1日より出演を順次再開）。
その後、林と上場の2人については、第3波の緊急事態宣言が大阪に発令された2021年1月13日より番組出演を再び控えていたが、同年3月5日より担当番組への出演を再開している。

## その他の社員
- 黒住祐介（岡山放送総務局付け出向社員→取締役副社長・放送部長[22]　OHK元アナウンサー）

## 備考
- 岡山県への民間FMラジオ放送局用周波数の割り当ては1984年10月に行われたが、500社近い申請を一本化するのに手間取ったことなどから開局が20世紀末までずれ込んだ。また、当初は1998年10月開局予定だったが、諸事情で半年ずれ込んだ。このため、中四国地方（8局）および政令指定都市を有する都道府県の民間FMラジオ放送局では最も遅い開局である。
- このため、テレビでは準広域放送扱いとされている対岸・香川県[注 7]にあるエフエム香川を聴取したリスナーも多数おり、FM岡山の開局後も、香川・岡山でTOKYO FM（Aライン）、JFNC（Bライン）を含め同じ番組をネットしている番組も数多く存在する。
- 送信所・中継局は開局以来9局のままである。地形の関係で概して中継局数の多い中国地方の民間FMラジオ放送局4局の中では最も送信所・中継局が少ない（中国山地から岡山平野・瀬戸内海に注ぎ込む岡山県三大河川〔吉井川・旭川・高梁川〕の流域に主たる都市が立地していることや岡山平野がかなり広いことによる）。
- 開局時から全くベリカードが作成されたことがなかったが、2009年よりイメージキャラクターである「VV-OYA-G」と「VV-PANDA」をデザインした図柄のベリカードが発行されるようになった。しかし、2022年6月30日をもってベリカードの発行を廃止した。
- 2007年11月23日にRSKラジオとの初の共同制作番組「OKAYAMA Radio Scramble ベリー、メリー、X'mas!」を、クレド岡山・ひかりの広場からFM岡山・RSKラジオで同時生放送（9:00 - 10:30・11:30 - 15:00）された。翌年もこの企画は実施されたが、編成上の都合で同時生放送は実施されず、RSKラジオの番組に当局のパーソナリティがゲスト出演する形の公開生放送となった。
- IPサイマルラジオは、NTTドコモが提供するドコデモFM（有料）と、WIZ RADIO[注 8]・JFN PARK→AuDee（左記2つ無料）で配信を行っており、2020年4月1日には「radiko」での配信も開始した[9]。
- 2019年9月30日までKDDIが提供していたLISMO WAVE	でも聴取できたが、サービス終了後は、radikoが配信開始するまで、WIZ RADIO・JFN PARK→AuDeeのみの無料提供となっていた。
- 当局含めたJFN系列38局はACジャパン（旧・公共広告機構）の正会員企業の一つである[23]。

## 区域外再放送
以下のケーブルテレビ局で区域外再放送されている。
- 井原放送（広島県福山市神辺町）放送エリア内の井原市でも再送信されている。
- 香川テレビ放送網（香川県坂出市・宇多津町）